# 0462
0462 è il prefisso telefonico del distretto di Cavalese, appartenente al compartimento di Verona.
Il distretto comprende la parte nord-orientale della provincia di Trento. Confina con i distretti di Bolzano (0471) a nord, di Cortina d'Ampezzo (0436) a nord-est, di Belluno (0437) a est, di Feltre (0439) a sud-est e di Trento (0461) a sud e a ovest.

## Aree locali e comuni
Il distretto di Cavalese comprende 15 comuni compresi in 1 area locale, nata dall'aggregazione dei 3 preesistenti settori di Cavalese, Canazei e Predazzo: Campitello di Fassa, Canazei, Capriana, Castello-Molina di Fiemme, Cavalese, Mazzin, Moena, Panchià, Predazzo, San Giovanni di Fassa, Soraga di Fassa, Tesero, Valfloriana, Ville di Fiemme e Ziano di Fiemme.